# Stazione di Robilante
Stazione di Robilante vasútállomás Olaszországban, Robilante településen.

## Vasútvonalak
Az állomást az alábbi vasútvonalak érintik:
- Cuneo-Limone-Ventimiglia-vasútvonal

## Kapcsolódó állomások
A vasútállomáshoz az alábbi állomások vannak a legközelebb:
- Stazione di Vernante
- Stazione di Roccavione